# پرچم کرواسی
پرچم کرواسی برای اولین بار در ۲۱ دسامبر ۱۹۹۰ به رسمیت شناخته شد. به‌عنوان پرچم ملی شناخته می‌شود و هم‌چنین دارای تناسب ۱:۲ می‌باشد. این پرچم از سه رنگ قرمز، سفید و آبی تشکیل شده و نشان ملی کرواسی در وسط قرار دارد.

## نگارخانه